# Project Management Professional
Project Management Professional (PMP) es una certificación (credencial) ofrecida por el Project Management Institute (PMI). Al 31 de diciembre de 2016, había 745.841 personas certificadas PMP y 21.397 certificadas CAPM en 298 capítulos a nivel mundial.

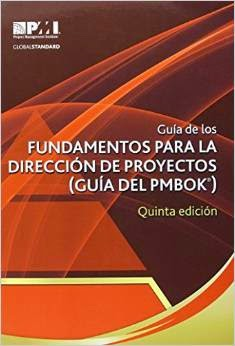
Portada del PMBOK 5.ª Edición en Español

La credencial se obtiene mediante la documentación de 3 a 5 años de experiencia en gestión de proyectos, completar 35 horas de formación relacionadas con la gestión de proyectos, y obteniendo un determinado porcentaje de las preguntas en un examen escrito de opción múltiple.
En un análisis realizado, con fecha de corte al 31 de mayo de 2017, se puede observar que el número de PMP´s creció al 58% promedio anual. 
Considerando el año 2015 y 2016, casi suman el 25% de certificados, mientras que del 2012 al 2016 (los últimos 5 años completos) integran más del 52% 

## Puntaje de aprobación
El puntuaje de aprobación del examen era de 61% antes de 2006, cuando el PMI dejó de publicar los resultados exigidos. Las estimaciones de la puntuación actual son entre el 70% y el 75% de respuestas correctas.

## Programa de exámenes
El examen de PMP se basa en la especificación de examen PMP (PMP Examination Specification). que se describe por seis dominios:
1. Inicio,(13%)
2. Planificación,(24%)
3. Ejecución, (30%)
4. Seguimiento y control, (25%)
5. Cierre, (8%)
6. Responsabilidad social y profesional - Se eliminó en la última modificación de 2011.

El examen consta de 200 preguntas de opción múltiple. Los números entre paréntesis describen el porcentaje de preguntas para cada dominio.

## Contenido del examen
Cada elemento del examen (una pregunta con su posible respuesta) tiene una o más referencias a libros estándar u otras fuentes de la gestión de proyectos. La mayoría de las preguntas hacen referencia a la guía de referencia del PMI para la dirección de proyectos (también conocido como la: Guía del PMBOK.
La Guía del PMBOK ha tenido seis ediciones: la primera del año 1996, la segunda del 2000, la tercera del 2004, la cuarta del 2008, la quinta, del 2012, y la más reciente la sexta del 2017. A partir del 1 de julio de 2017, el examen para CAPM® estará basado en la sexta edición.  Para el examen para PMP® será a partir del 31 de julio de 2018.
El marco de la gestión de proyectos incorpora un ciclo de vida del proyecto y cinco grandes grupos de gestión de proyectos (Process Groups):
1. Inicio
2. Planificación
3. Ejecución
4. Seguimiento y control
5. Cierre

En total abarcan un total de 49 procesos para la guía del PMBOK del año 2012.
Asignada a estos cinco grupos de proceso hay diez áreas de conocimiento:
1. Gestión de la integración.
2. Gestión del alcance.
3. Gestión del tiempo.
4. Gestión del costo.
5. Gestión de la calidad.
6. Gestión de los recursos humanos.
7. Gestión de las comunicaciones.
8. Gestión de los riesgos.
9. Gestión de las adquisiciones.
10. Gestión de grupos de interés.

Los procesos de estas áreas de conocimiento son descritos por sus entradas, herramientas y técnicas, y las salidas. Ellos ayudan a los PMP en el desarrollo y la práctica de la especialización en una o más de las áreas. Por ejemplo, un PMP pueden especializarse en el Plan de Calidad, Realizar Aseguramiento de Calidad, y realizar control de calidad - los tres procesos que conforman el área del conocimiento del Proyecto de Gestión de Calidad.

## Propósito
El gobierno, las organizaciones comerciales y otros, emplean a los directores de proyectos PMP certificados en un intento de mejorar la tasa de éxito de sus proyectos. Por ejemplo, de desarrollo de software mediante la aplicación de un sistema estandarizado y la evolución de conjunto de principios de gestión del proyecto que figura en el PMI PMBOK Guide.
Los profesionales obtienen la credencial para comprobar su competencia en la gestión de proyectos con un certificado internacionalmente aceptado. Ha demostrado ser especialmente útil para los administradores de proyectos que tratan de encontrar nuevos puestos de trabajo o para los administradores de proyectos que venden sus servicios a clientes por cuenta propia. [cita requerida]
Muchos contratistas subarriendan PMP certificados para hacer sus ofertas y propuestas más atractivas para los potenciales clientes. [cita requerida] A veces, los IFBs o RFPs exigen que los directores de proyectos deben ser PMPs certificados. [cita requerida]
En diciembre de 2005, la credencial PMP estaba empatada en el cuarto lugar de CertCities.com 's 10 Hottest Certifications para 2006, y en diciembre de 2008, quedó en el número 7 de los 10 mejores de ZDNet 10 best IT certifications.

## Proceso de examen
El examen de PMP se ofrece como una prueba basada en una computadora a través de la red mundial de centros de pruebas Prometric. También hay una opción basada en papel para lugares sin centros Prometric cercanos. El examen consta de 200 preguntas ("elementos"). 25 de las cuales son de pre-liberación y no están incluidas en el examen de calificación. La puntuación se calcula sobre la base de los otros 175 elementos o preguntas. Cada elemento tiene una clave (la respuesta correcta) y tres distractores (opciones de respuesta incorrecta).
Los candidatos que toman el test basado en computadora reciben los resultados (aprobado o no aprobado), inmediatamente después de su finalización. PMI también evalúa los niveles de competencia en cada grupo de procesos de gestión bajo en un informe de puntuación que los candidatos reciben después del examen. Los candidatos que toman el examen en papel reciben los resultados y la puntuación general, dentro de las 4 semanas siguientes.

## La escritura de las preguntas
La escritura de las preguntas es un proceso continuo en el PMI y nuevos temas (preguntas con 4 opciones de respuesta cada una) se agregan a la colección de PMI a los ítem del examen, mientras que otros pueden ser retirados de vez en cuando. Los autores del elemento usan la especificación de examen PMP a identificar el contenido del artículo y una referencia (PMBOK Guide o de otra fuente estándar de gestión de proyectos) para verificar la exactitud de este tema. Las personas que son activas en el ámbito de la preparación del examen PMP (formadores, promotores de cursos, los autores de libros, etc.) no están autorizados a participar en las sesiones de escritura de las preguntas.

## Prerrequisitos para ser elegible
El candidato debe comprobar que posee un diploma de escuela secundaria o técnico con 60 meses (7.500 horas) de experiencia en gestión de proyectos o un título de licenciatura con 36 meses (4.500 horas) de experiencia en gestión de proyectos. En ambos casos, los candidatos deben tener 35 horas de educación en gestión de proyectos. La solicitud para el examen, la verificación de la educación y la experiencia se realiza en línea en el sitio web de PMI.

## Ayudas de idioma
PMI ofrece ayudas para el examen en los siguientes 13 idiomas:
- Alemán
- Árabe
- Chino (simplificado)
- Chino (tradicional)
- Coreano
- Español
- Francés
- Hebreo
- Italiano
- Japonés
- Portugués (brasileño)
- Ruso
- Turco

## Requisitos credenciales continua (CCR)
Para mantener la calificación de PMP, se deben obtener 60 o más unidades de desarrollo profesional (PDU) en un ciclo de tres años. Ellas se obtienen a partir de actividades como la investigación, la autoría de artículos, brindando conferencias sobre gestión de proyectos o temas relacionados, o dedicándose a tiempo completo en la gestión de proyectos.

## Otras credenciales de PMI
PMP (Project Management Professional) es uno de los ocho certificaciones ofrecidas por las credenciales de PMI:
- CAPM: Certified Associate in Project Management
- PMP: Project Management Professional
- PgMP: Program Management Professional
- PfMP: Portfolio Management Professional
- PMI-ACP: PMI Agile Certified Practitioner
- PMI-PBA: PMI  Professional in Business Anaysis
- PMI-RMP: PMI Risk Management Professional
- PMI-SP: PMI Scheduling Professional